# Carlotta Zofkova
Carlotta Zofkova Costa de Saint Genix de Beauregard, nata Carlotta Zofkova (Lugo, 22 febbraio 1993) è un'ex nuotatrice italiana, specialista del dorso e delle staffette miste. Vanta come migliori risultati due titoli nazionali (ambedue nel dorso) e due argenti ai campionati europei, entrambi nella staffetta 4x100 m mista. Ha detenuto i primati nazionali nelle specialità dei 50 m e 100 m dorso.

## Biografia

### Carriera
Carlotta Zofkova inizia la sua carriera agonistica in seno alla società Imolanuoto sotto la guida dell'allenatore ungherese Tamas Gyertyanffy. I suoi primi risultati registrati dalle cronache sono il secondo posto nei 50 metri rana e il terzo nei 50 metri stile libero ottenuti il 3 febbraio 2002 (a 9 anni di età) nella tappa di Ravenna del circuito regionale CSI.
Dopo aver praticato la rana, il delfino e i misti, si è specializzata nel dorso. Il primo podio internazionale arriva nel 2009: bronzo nei 50 dorso alle Gymnasiadi. Dal giugno 2012 gareggia per il Gruppo Sportivo Forestale, mantenendo come allenatore Gyertyanffy. Conquista la medaglia d'argento nella staffetta 4x100 m mista ai Campionati europei. Nello stesso anno non si qualifica per un solo centesimo ai Giochi olimpici di Londra. 
Nel 2016 ha conseguito il secondo titolo nazionale della carriera (sui 100 m dorso) e un argento nella distanza doppia. Agli europei di Londra è finalista sui 100 m dorso (sesta), mentre nei 50 m si ferma in semifinale. Vince l'argento nella staffetta 4x100 mista. Al Trofeo Sette Colli vince il bronzo sui 100 m ed ottiene la qualificazione ai Giochi olimpici di Rio de Janeiro (1'00"70). Il 13 agosto disputa la finale olimpica della staffetta 4x100 m misti.
Nel 2017 passa a competere per il Centro Sportivo Carabinieri, dopo che il Corpo Forestale è confluito nell'Arma. Nel 2018 raggiunge il suo apice individuale. Agli europei di Glasgow vince la medaglia di bronzo nei 100 metri dorso. In quell'occasione migliora il primato personale, scendendo per la prima volta sotto il minuto e stabilisce il nuovo record italiano (59"61).
Nel 2022 conquista un oro ed un argento ai Giochi del Mediterraneo di Orano (Algeria). Nello stesso anno comincia a soffrire di un problema alla spalla. Si trasferisce a Verona, dove è allenata prima da Matteo Giunta, poi da Alberto Burlina.

Il 16 aprile 2025, nel corso dei campionati italiani primaverili, annuncia il ritiro dalle competizioni.

### Vita privata
Carlotta è figlia del conte francese Jean Costa de Saint Genix de Beauregard, che dal 1990 al 1992 ha avuto una relazione con la madre Alena Zofkova (di origine ceca). Nel 2015, Jean Costa si è ricongiunto alla figlia riconoscendola come sua legittima discendente. Di conseguenza Carlotta è stata associata al titolo nobiliare del padre ed ha aggiunto il suo cognome a quello materno.

## Palmarès

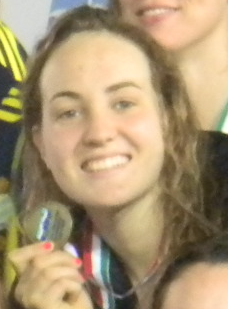
Carlotta Zofkova a Riccione nel 2015.

### Competizioni internazionali
| Anno | Manifestazione          | Sede     | Evento       | Risultato | Prestazione | Note             |
| ---- | ----------------------- | -------- | ------------ | --------- | ----------- | ---------------- |
| 2009 | Gymnasiadi              | Doha     | 50m dorso    | Bronzo    | 29"39       |                  |
| 2012 | Europei                 | Debrecen | 4x100m misti | Argento   | 4'01"92     | *                |
| 2015 | Universiadi             | Gwangju  | 4x100m misti | Oro       | 4'00"50     |                  |
| 2016 | Europei                 | Londra   | 4x100m misti | Argento   | 4'00"73     |                  |
| 2017 | Universiadi             | Taipei   | 4x100m misti | Bronzo    | 4'02"40     |                  |
| 2018 | Europei                 | Glasgow  | 100m dorso   | Bronzo    | 59"61       | Record nazionale |
| 2022 | Giochi del Mediterraneo | Orano    | 100m dorso   | Argento   | 1'01"61     |                  |
| 2022 | Giochi del Mediterraneo | Orano    | 4x100m misti | Oro       | 4'04"65     |                  |

 *  medaglia ottenuta partecipando alle batterie, il tempo riportato è quello della finale